# Pitulník žlutý
Pitulník žlutý (Galeobdolon luteum) je nenáročná, vytrvalá, žlutě kvetoucí bylina se schopností vytvářet souvislé kolonie. Je to druh z nevelkého rodu pitulník, který byl vyčleněn z rodu hluchavka.

## Rozšíření
Evropský areál výskytu je ze severu vymezen jihem Britských ostrovů, jihem Skandinávie a Pobaltím. Jižní hranice prochází Belgií, Německem, Českou republikou a Slovenskem. Směrem na východ se dále vyskytuje ostrůvkovitě od Karpat přes Balkán, Ukrajinu až po sever Íránu. V Česku se vyskytuje řidčeji na jihu Čech i Moravy, shodně jako na jihu Slovenska.
Druh preferuje vlhké hlinité nebo skeletové půdy dobře zásobené živinami, a to od kolinního po montánní výškový stupeň, snese i částečné zastínění. Obvykle roste na okrajích listnatých nebo smíšených lesů, často se vyskytuje i v křovinách podél potoků a cest nebo na vlhkých rumištích.

## Popis
Vytrvalá rostlina, která má nevětvené květonosné lodyhy čtyřhranného průřezu dorůstající v listu do výše 15 a v květu až 40 cm; ve spodní půli jsou lodyhy na hranách chlupaté a v horní lysé. Jsou porostlé křižmostojnými, dlouze řapíkatými, výrazně žilnatými listy s okrouhlými až široce vejčitými čepelemi dlouhými 3 až 8 cm a širokými 2 až 4 cm. Listy jsou na bázi klínovité či srdčité, po obvodě zubaté a na konci dlouze zašpičatělé, na svrchní straně mají někdy přechodné stříbrné skvrny a na spodní jsou nafialovělé. V horní části lodyhy listy přecházejí v listeny, které bývají dlouhé jen 1,5 až 3,5 cm, mají vroubkovaný obvod a zaokrouhlený vrcholek. Z oddenků také vyrůstají (po odkvětu) plazivé zakořeňující odnože mající 3 až 4 cm dlouhé okrouhlé zoubkované listy; odnože společně s většinou nadzemních částí rostlin přečkávají zimu.
V paždí tří až šesti řad listenů vyrůstají v lichopřeslenech, po čtyřech až osmi, přisedlé oboupohlavné květy velké 2 až 2,5 cm. Zelený zvonkovitý kalich je do poloviny rozeklaný. Světle žlutá koruna má dlouhou, mírně prohnutou květní trubku, z vnějšku chlupatý klenutý horní pysk a dále hnědě skvrnitý trojcípý dolní pysk s postranními zmenšenými cípy. Dvě přední tyčinky jsou delší než zadní a nesou tmavě hnědé lysé prašníky. Svrchní semeník je srostlý ze dvou plodolistů. Kvete od dubna do května. Pitulník žlutý je diploidní druh(2n = 18).
Plody jsou čtyři černé vejčité tvrdky s bílým masíčkem. Rostliny se rozmnožují odnožemi nebo semeny roznášenými mravenci.

## Význam
Pitulník žlutý je léčivá a medonosná rostlina. Obsahuje stejné účinné látky jako hluchavka bílá, a proto ji lze v lidovém léčitelství využívat stejným způsobem. Je používán proti vnitřním zánětům, při léčbě dýchacího a trávicího ústrojí i křečových žil a ke koupelím při gynekologických potížích. Čaj z pitulníku pročišťuje krev, odstraňuje nespavost a nervozitu. Lze ho pít  při poruchách trávení, zánětu ledvin a při kožních vyrážkách.
V zahradnictví ho lze používat jako podrost pod stromy nebo jako půdopokryvnou výsadbu. V zastíněných partiích již obvykle na konci druhé sezóny vytvoří zapojený porost.

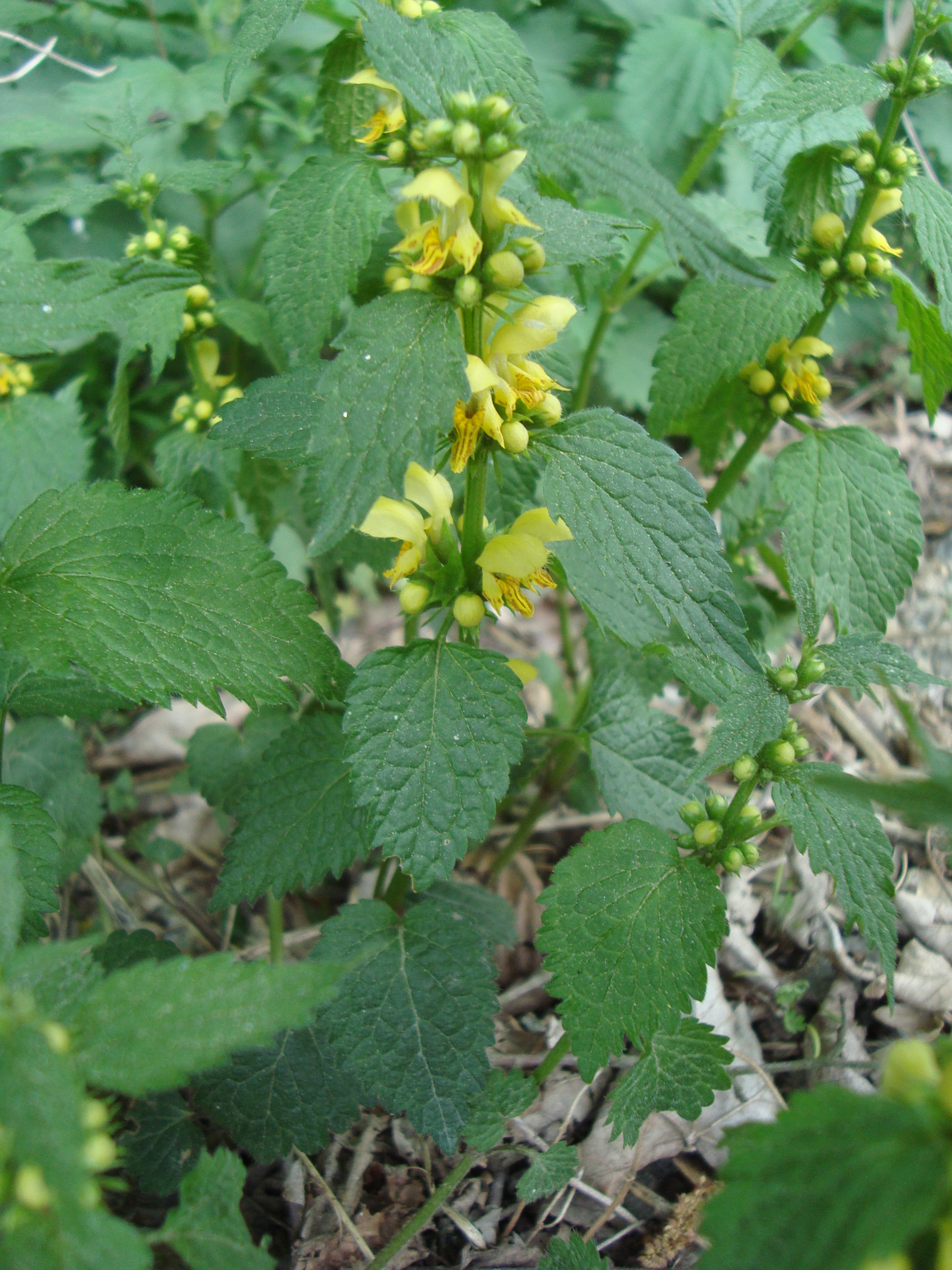
Listy
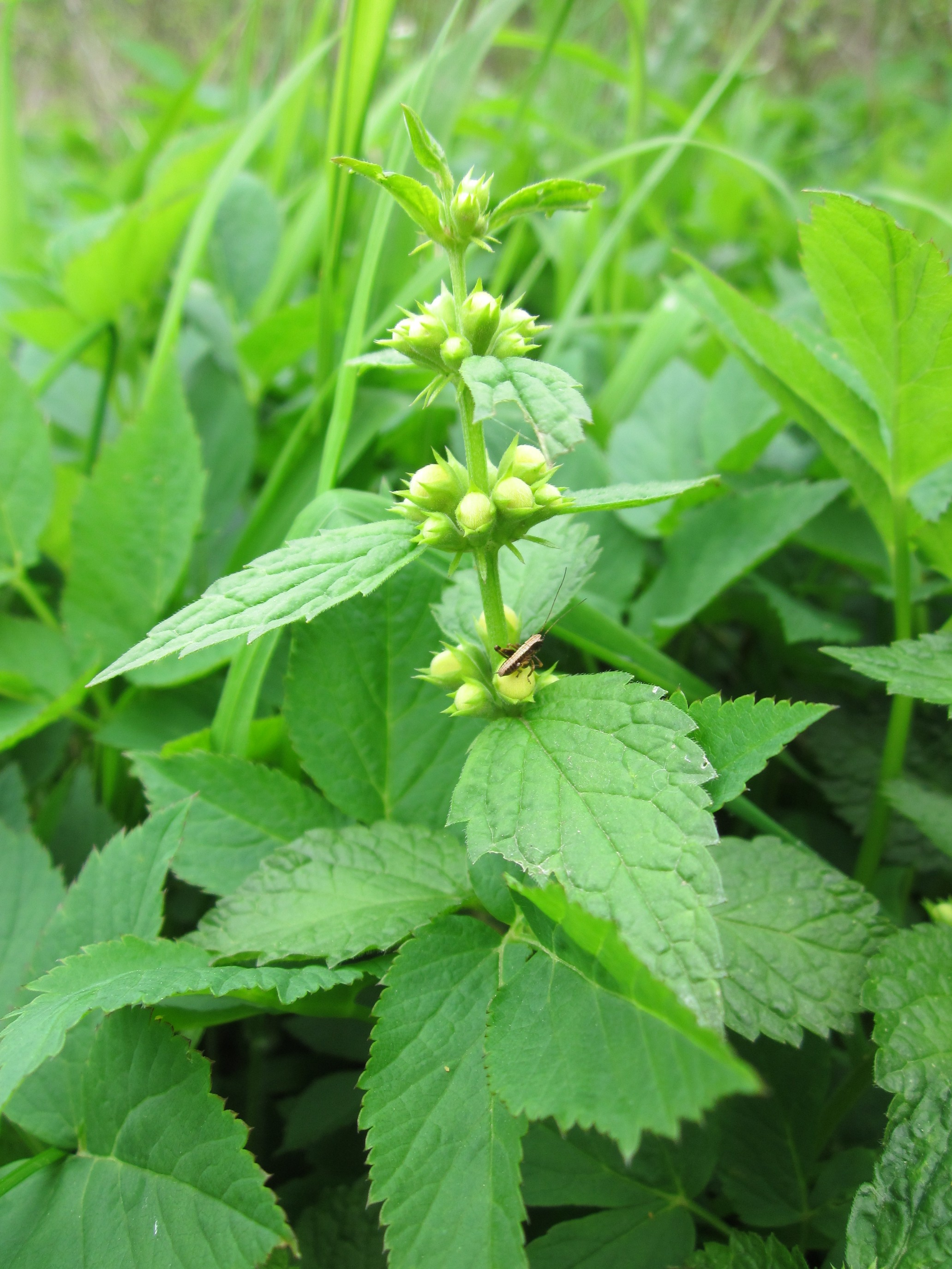
Listeny
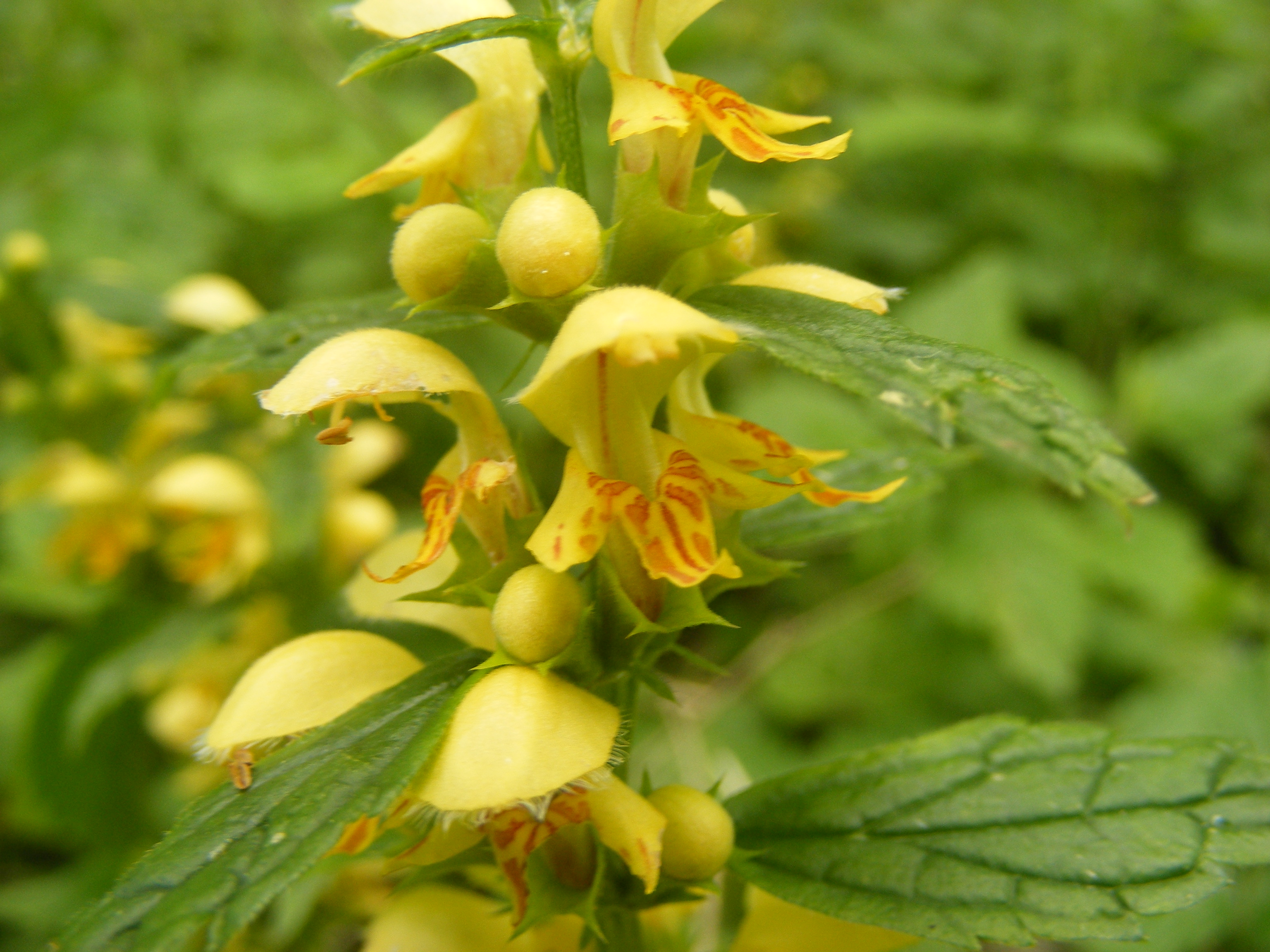
Květy
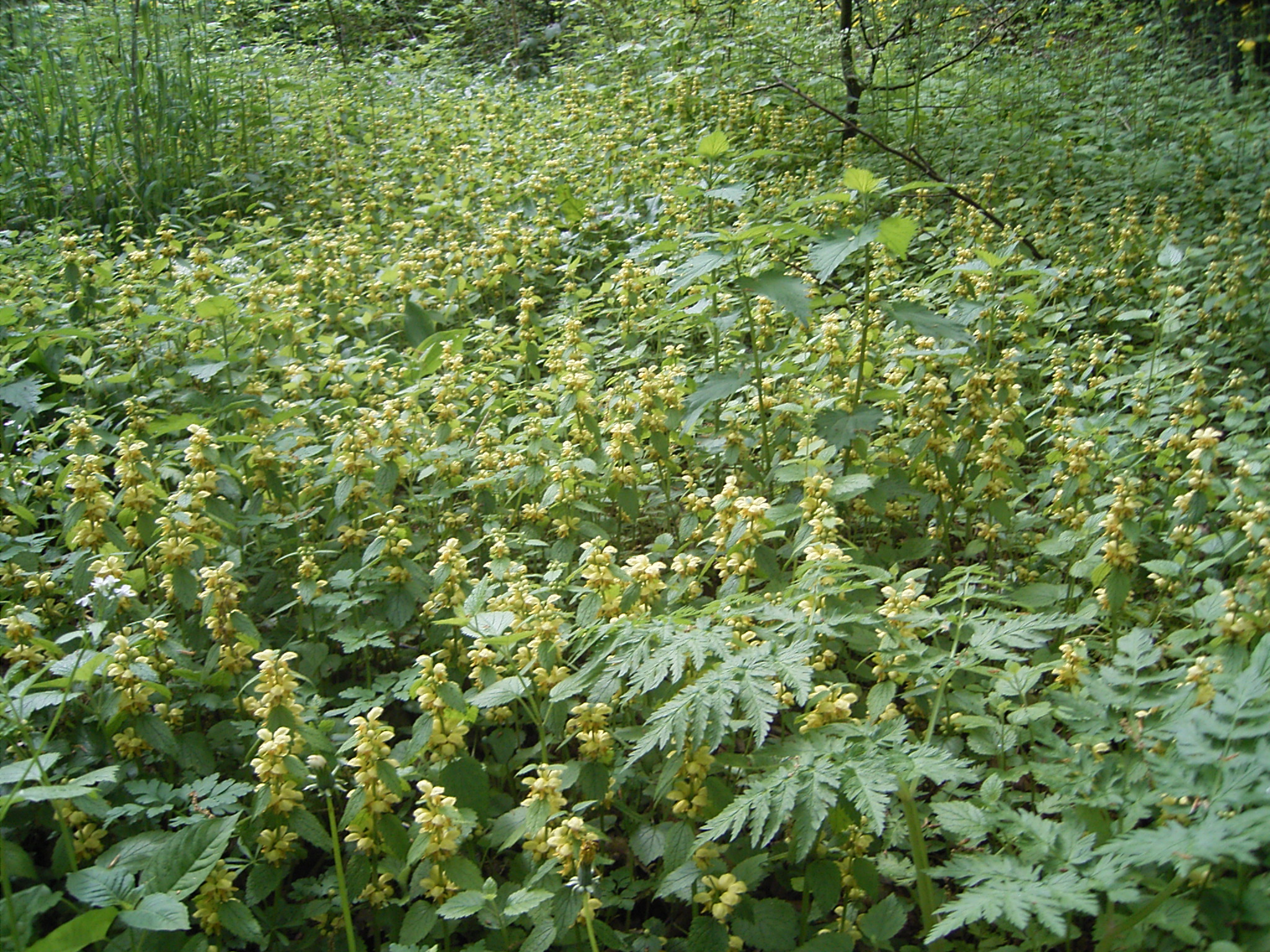
Kolonie rostlin